# جان له ماژرر
جان له ماژرر (انگلیسی: John Le Mesurier; ۵ آوریل ۱۹۱۲ – ۱۵ نوامبر ۱۹۸۳) بازیگر سینما، و بازیگر تئاتر اهل انگلستان بود.
از فیلم‌ها یا برنامه‌های تلویزیونی که وی در آن نقش داشته‌است می‌توان به بن هور، نقشه شیطانی دکتر فومانچو، نبرد رود پلاته، مردان پرابهت در طیاره‌های پرسرعت، کازینو رویال، ارتش بابا، ساعت بیست و پنج، کسب‌وکار ایتالیایی، پلنگ صورتی، سگ باسکرویل، چشم شیطان، مأمور ما در هاوانا، نمک و فلفل، در یک روز آفتابی همه‌جا را می‌توانی ببینی، وقتی دیگر، مکانی دیگر، من خوبم جک، جک قاتل، سحرخیز، برخورد کوتاه، ارتش بابا، درباره فیدل و سه برای همه اشاره کرد.